# Partit Socialista de Menorca-Verds
El Partit Socialista de Menorca-Verds (PSM-Verds; «Partido Socialista de Menorca-Verdes») es una coalición electoral española integrada por el Partit Socialista de Menorca, representante en Menorca de PSM-Entesa Nacionalista (PSM-EN), y Els Verds de Menorca. Su ámbito de actuación es la isla balear de Menorca y fue creada para concurrir a las elecciones autonómicas, insulares y municipales de 2007.
En las municipales, PSM- Verds se presentó como tal en tres municipios: Mahón, Villacarlos y San Luis. La coalición obtuvo cinco concejales en total (dos, uno y dos, respectivamente), cuatro del PSM y uno independiente.
En las elecciones al Consejo Insular la coalición obtuvo 3.350 votos (9,12 % en Menorca), que se tradujeron en una diputada, Antonia Allès, secretaria general del PSM. El empate a diputados entre Partido Popular y PSOE se decantó con el pacto poselectoral entre el PSOE y PSM-Verds, que permitió la creación de un gobierno de coalición en el Consejo Insular de Menorca bajo la presidencia de Joana Barceló.
En las autonómicas, PSM-Verds obtuvo también, gracias a los 3.292 votos recibidos (8,96 %), un diputado, Eduard Riudavets, de nuevo de PSM (que se integró en el grupo parlamentario Bloc per Mallorca i PSM-Verds). PSM-Verds se integró también en el gobierno de coalición presidido por el socialista Francesc Antich, permitiendo desbancar al partido más votado, el Partido Popular.
De cara a las elecciones autonómicas y al Consejo Insular de 2011, Partit Socialista de Menorca-Entesa Nacionalista y Els Verds de Menorca concurrieron por separado.